# James Booker
Pour les articles homonymes, voir Booker (homonymie).
James Carroll Booker III, né à La Nouvelle-Orléans (Louisiane) le 17 décembre 1939 et mort dans la même ville le 8 novembre 1983, est un pianiste chanteur de rhythm and blues. Le style unique de Booker combinait le rhythm and blues avec les standards de jazz.
Il a été décrit comme « le meilleur génie junkie du piano noir, gay et borgne que La Nouvelle-Orléans ait jamais produit ». Flamboyant dans la personnalité, il était connu comme le « Liberace noir »,.

## Biographie
En 1973, il participe comme pianiste soliste à l'album Ringo de l'ex-batteur des Beatles, Ringo Starr, aux côtés de chacun des autres Beatles. 
En 1978, il s'est produit au Festival de jazz de Nice et au Festival de jazz de Montreux. 

## Discographie
- Junco Partner, 1976: Island, 1993: Hannibal (réédition)
- The Piano Prince Of New Orleans, 1976: Aves
- Blues & Ragtime From New Orleans, 1976: Aves
- New Orleans Piano Wizard: Live!, 1977: Gold, 1983: Rounder (réédition)
- Classified, 1982: Demon, 1993: Rounder (réédition)
- King of New Orleans Keyboard Vol. I & II, 1984-1985: JSP, 2005: JSP (réédition)
- Mr. Mystery, 1984: Sundown
- Let's Make A Better World!, 1991: Amiga
- Resurrection Of The Bayou Maharajah, 1993: Rounder
- Spiders On The Keys, 1993: Rounder
- The Lost Paramount Tapes, 1995: DJM
- More Than All The 45's, 1996: Night Train International
- New Orleans Keyboard King, 1996: Orbis
- Live At Montreux, 1997: Montreux Sounds
- United Our Thing Will Stand, 2000: Night Train International
- A Taste Of Honey, 2000: Night Train International
- Manchester '77, 2007: Document